# أم خنان (الحوامدية)
قرية أم خنان هي إحدى القرى التابعة لمدينة الحوامدية في محافظة الجيزة في جمهورية مصر العربية. حسب إحصاءات سنة 2006، بلغ إجمالي السكان في أم خنان 20362 نسمة، منهم 10433 رجل و9929 امرأة.